# Miso-katsu
Miso-katsu (味噌カツ, Miso-Schnitzel) er en japansk schnitzelret (tonkatsu) med misosuppe. Miso-katsu er især populært i og omkring Nagoya, i det sydlige Gifu-præfekturet og det nordøstlige Mie-præfekturet og betegnes som en af Nagoya-retterne (名古屋めし Nagoya-meshi).
Den grundliggende del udgøres som regel af en tonkatsu-teishoku (定食), dvs. en sammensat ret med snittet svineschnitzel, hvidkålsstrimler, ris og misosuppe. Som et særligt indslag benyttes der imidlertid ved miso-katsu en på hatchou-miso (八丁味噌, en sort eller mørk miso-sort, der hovedsageligt bruges i Aichi-præfekturet) baseret tyktflydende krydret sød misosovs. Miso-katsu kan også spises i form af donburi, dvs. ovenpå en skål ris.

## Weblinks
- Miso-katsu på Nagoya Info (engelsk) Arkiveret 7. september 2014 hos  Wayback Machine